# Patrimoni dell'umanità del Libano
I patrimoni dell'umanità del Libano sono i siti dichiarati dall'UNESCO come patrimonio dell'umanità in Libano, che è divenuto parte contraente della Convenzione sul patrimonio dell'umanità il 3 febbraio 1983.
Al 2023 i siti iscritti nella Lista dei patrimoni dell'umanità sono sei, mentre nove sono le candidature per nuove iscrizioni. I primi quattro siti libanesi sono stati iscritti nella lista nel 1984, durante l'ottava sessione del comitato del patrimonio mondiale: Anjar, Baalbek, Biblo e Tiro. Il quinto patrimonio, aggiunto nel 1998, è costituito da Ouadi Qadisha (la Valle Sacra) e Foresta dei cedri di Dio (Horsh Arz el-Rab). Il sesto e più recente sito, la Fiera internazionale Rashid Karame-Tripoli, è stato iscritto nella lista con procedura d'urgenza dalla diciottesima sessione straordinaria del comitato del patrimonio mondiale nel 2023. Tutti i siti sono considerati culturali, secondo i criteri di selezione. Un sito, la Fiera internazionale Rashid Karame-Tripoli, è stato iscritto nella Lista dei patrimoni dell'umanità in pericolo contestualmente alla sua iscrizione nella lista del patrimonio mondiale, il 25 gennaio 2023, a causa del suo precario stato di conservazione e della mancanza di fondi per la sua manutenzione.

## Siti del Patrimonio mondiale
| Foto | Sito                                                                         | Luogo                | Tipo                         | Anno | Descrizione |
| ---- | ---------------------------------------------------------------------------- | -------------------- | ---------------------------- | ---- | --- |
|      | Anjar                                                                        | Anjar                | Culturale (293; iii, iv)     | 1984 | La città di Anjar fu fondata dal califfo Walid I all'inizio dell'VIII secolo. Le rovine rivelano una disposizione molto regolare, che ricorda le città-palazzo dei tempi antichi, e sono una testimonianza unica dell'urbanistica sotto gli Omayyadi. |
|      | Baalbek                                                                      | Baalbek              | Culturale (294; i, iv)       | 1984 | Questa città fenicia, dove si adorava una triade di divinità, era conosciuta come Heliopolis durante il periodo ellenistico. Ha mantenuto la sua funzione religiosa durante l'epoca romana, quando il santuario di Giove Eliopolitano attirava migliaia di pellegrini. Baalbek, con le sue strutture colossali, è uno dei migliori esempi di architettura romana imperiale al suo apogeo. |
|      | Biblo                                                                        | Jbeil                | Culturale (295; iii, iv, vi) | 1984 | Le rovine di molte civiltà successive si trovano a Biblo, una delle più antiche città fenicie. Abitata sin dal Neolitico, è da millenni strettamente legata alle leggende e alla storia della regione mediterranea. Biblo è anche direttamente associata alla storia e alla diffusione dell'alfabeto fenicio. |
|      | Tiro                                                                         | Tiro                 | Culturale (299; iii, vi)     | 1984 | Secondo la leggenda, la tintura viola fu inventata a Tiro. Questa grande città fenicia governò i mari e fondò prosperose colonie come Cadice e Cartagine, ma il suo ruolo storico declinò alla fine delle Crociate. Ci sono importanti resti archeologici, principalmente di epoca romana. |
|      | Ouadi Qadisha (la Valle Sacra) e Foresta dei cedri di Dio (Horsh Arz el-Rab) | Distretto di Bsharre | Culturale (850; iii, iv)     | 1998 | La valle di Qadisha è uno dei più importanti insediamenti monastici paleocristiani nel mondo. I suoi monasteri, molti dei quali sono assai antichi, si trovano in posizioni spettacolari in un paesaggio aspro. Nelle vicinanze si trovano i resti della grande foresta di cedri del Libano, molto apprezzata nell'antichità per la costruzione di grandi edifici religiosi. |
|      | Fiera internazionale Rashid Karame-Tripoli                                   | Tripoli              | Culturale (1702; ii, iv)     | 2023 | La Fiera internazionale Rashid Karame di Tripoli è stata progettata nel 1962 dall'architetto brasiliano Oscar Niemeyer su un sito di 70 ettari situato tra il centro storico di Tripoli e il porto di Al Mina. L'edificio principale della fiera è costituito da un'enorme sala coperta a forma di boomerang, uno spazio flessibile in cui i paesi possono allestire mostre. La fiera è stata il progetto di punta della politica di modernizzazione del Libano negli anni '60. La stretta collaborazione tra Oscar Niemeyer, artefice del progetto, e gli ingegneri libanesi ha dato vita a un notevole esempio di scambio tra continenti diversi. Per dimensioni e ricchezza di espressioni formali è una delle maggiori opere rappresentative dell'architettura moderna del XX secolo nel Vicino Oriente arabo. |

## Siti candidati
| Foto | Sito | Luogo                                      | Tipo                          | Anno       | Descrizione |
| ---- | --- | ------------------------------------------ | ----------------------------- | ---------- | --- |
|      | Centro storico della città di Batrun | Batrun                                     | Culturale (6428; iv, v)       | 11/07/2019 | Batrun presenta un importante valore archeologico dovuto principalmente alla presenza di vestigia che risalgono a varie epoche, tra cui si possono enumerare un teatro romano incompiuto, i resti di una cittadella costruita all'epoca delle Crociate e il muro del mare noto come "muro fenicio". Il considerevole gruppo di chiese raccolte nel centro storico di Batrun fanno della città un importante luogo di pellegrinaggio cristiano. |
|      | Tempio di Eshmun | Sidone                                     | Culturale (6429; iv)          | 11/07/2019 | Il sito archeologico di Eshmun si trova sulla riva sud del fiume Awali, nel villaggio di Bqosta, nel Libano meridionale. L'area è conosciuta come Boustan Ech Cheikh (Giardino Mirabile), una fertile valle nota per gli agrumeti. Si tratta di un complesso dedicato al culto del dio guaritore Eshmun, identificato con il dio greco Asclepio. Eshmun è l'unico sito che esibisce un'architettura fenicia monumentale. Fu costruito verso la fine del VII secolo a.C. e fu occupato ininterrottamente fino al VI d.C..                                    |
|      | Insieme dei monumenti storici e dei siti naturali del villaggio di Menjez | Menjez                                     | Culturale (6430; iii, iv)     | 11/07/2019 | Menjez è uno dei pochi luoghi con un patrimonio archeologico molto ricco e vario che abbraccia diversi periodi storici in un ambiente naturale molto ben conservato. Il tempio di Menjez, uno dei rari templi dedicati alla dea Nemesi risalente al periodo ellenistico in buono stato di conservazione, sorge non lontano dal castello medievale e dal patrimonio edilizio risalente al XIX secolo. La foresta di Menjez è eccezionale con 71 specie di piante, 22 delle quali limitate al Mediterraneo orientale.                                         |
|      | Sacro Monte Hermon e monumenti culturali associati | Distretto di Hasbaya, Distretto di Rashaya | Culturale (6432; ii, iii, vi) | 11/07/2019 | Il Monte Hermon ospita un eccezionale complesso di siti archeologici e paesaggi culturali ben conservati. Sebbene questi siti archeologici e templi possano essere stati costruiti su strati architettonici precedenti, gli attuali templi sono prevalentemente considerati di costruzione romana e furono in gran parte abbandonati dopo il IV secolo d.C. durante l'era bizantina. |
|      | Sito archeologico di Nahr al-Kalb | Jeita                                      | Culturale (6433; iii, vi)     | 11/07/2019 | Il sito archeologico di Nahr el Kalb è un luogo unico che conserva testimonianze epigrafiche e iconografiche incise sulle rocce dei promontori che fiancheggiano il fiume Nahr al-Kalb. Comprende 22 stele, rilievi e iscrizioni commemorative risalenti al XIII secolo a.C. fino al XX secolo d.C.. |
|      | Centro storico di Sidone | Sidone                                     | Culturale (6434; iii, iv)     | 11/07/2019 | Situata a una quarantina di chilometri a sud di Beirut, Saida è la capitale del Libano meridionale. Il centro storico della città, delimitato a nord dal porto peschereccio ea sud dall'antico tell, è costituito da un insieme di monumenti medievali e ottomani difesi da due cittadelle, il castello del mare e il castello di terra. |
|      | Castelli del monte Amel: Qala'at ash-Shqif (castello di Beaufort), Qala'at Tibnīn (castello di Toron), Qala'at Shakra (castello di Dubieh), Qala'at Deir Kifa (castello di Maron), Burj al-Naqura (torre di Naqura) | Jabal Amel                                 | Culturale (6435; ii, iv)      | 11/07/2019 | Questi quattro castelli rappresentano uno degli esempi più significativi che illustrano lo scambio di influenze e documentano l'evoluzione dell'architettura fortificata nel Vicino Oriente durante il periodo delle Crociate (XI-XIII secolo) e mostrano un resoconto autentico unico per lo sviluppo dell'architettura per quasi nove secoli, poiché questi siti sono stati utilizzati fino alla fine del XIX secolo. |
|      | Antica città di Tripoli | Tripoli                                    | Culturale (6436; iii, iv)     | 11/07/2019 | La creazione della città di Tripoli risale all'epoca fenicia, ma le tracce storiche più impressionanti della città sono medievali. Il Castello di Saint-Gilles è una delle fortezze più imponenti che i crociati hanno costruito in Oriente. La città è conservata con i suoi vari elementi storici, moschee, khan, suq, madrasse, hammam. Oggi ci sono un centinaio di monumenti storici in città. |
|      | Promontorio di Ras al-Qalaat / Promontorio di Ras Al Natour / Promontorio di Ras el-Mlelih | Anfeh                                      | Culturale (6438; iii, v)      | 11/07/2019 | Il promontorio di Ras al-Qalaat, il promontorio di Ras Al Natour e il promontorio di Ras el-Mlelih sono una serie di tre siti situati nel villaggio di Anfeh e nei campi costieri adiacenti di Hraishi. Tutti e tre ospitano paesaggi culturali e naturali eccezionali poiché ognuno di essi rivela una convivenza unica di patrimonio naturale e culturale, sia tangibile che intangibile. La loro caratteristica più notevole è l'importanza delle saline, alcune delle più antiche del Mediterraneo e l'ultima produzione artigianale di sale in Libano. |